# Cryptolabis (Cryptolabis) schadei
Cryptolabis (Cryptolabis) schadei is een tweevleugelige uit de familie steltmuggen (Limoniidae). De soort komt voor in het Neotropisch gebied.